# Sophie Cluzel
Pour les articles homonymes, voir Cluzel.
Sophie Cluzel, née Marchand le 7 janvier 1961 à Marseille, est une femme politique et militante associative française.
Elle est secrétaire d'État chargée des Personnes handicapées de 2017 à 2022, sous la première présidence d'Emmanuel Macron.
Elle soutient une « société inclusive » pour les personnes handicapées. Au cours de son mandat, Sophie Cluzel met en place le DuoDay, initiative visant à promouvoir l'emploi des personnes handicapées. Son mandat est aussi marqué par une forme de dépolitisation et de peopolisation de la thématique du handicap.
Elle annonce, le 19 février 2021, être cheffe de file La République en marche pour les élections régionales en Provence-Alpes-Côte d'Azur. Elle est désignée tête de liste le 11 mars 2021 de la liste présentée par le parti. Finalement, elle se rattache à la liste de Renaud Muselier le 2 mai 2021, après le retrait de la liste La République en marche de l'élection.

## Situation personnelle
Sophie Cluzel est une ancienne élève de Sup' de Co' Marseille (aujourd'hui KEDGE Business School).
Elle est mariée à un neveu de Jean Cluzel et mère de quatre enfants, dont une fille porteuse d'une trisomie 21, née en 1995, Julia,, qui à compter de 2015 est employée à l'Élysée. Elle gère initialement un chantier naval en Floride puis un réseau de boutiques de linge de maison, Descamps, alors que son mari est dans le domaine de la fusion-acquisition. Elle abandonne cette vie professionnelle et, alors que Julia a 3 ans, s'engage dans le militantisme associatif en faveur du handicap.

## Parcours associatif et militant
Elle est la fondatrice de différentes associations de scolarisation d’enfants handicapés, dont le collectif SAIS 92 et l’association Grandir à l’école, qu'elle préside et qui s'occupe plus spécifiquement de la trisomie 21 (permettant notamment d'employer des auxiliaires de vie pour que les trisomiques puissent aller à l'école),. À partir de juin 2011, elle est présidente de la FNASEPH (Fédération nationale des associations au service des élèves présentant une situation de handicap) et administratrice de l'UNAPEI de 2011 à 2013.
À ce titre, elle participe régulièrement à des débats télévisés, comme « Les 100 Français qui font bouger la France » de Béatrice Schönberg en octobre 2007, ou les journaux télévisés de France 2 et de LCI. Elle a participé à l’élaboration et au suivi de la loi 2005 pour l’égalité des droits et des chances, pour la participation et pour la citoyenneté des personnes handicapées.
En janvier 2012, elle organise le premier Grenelle de l'intégration des jeunes handicapés dans la société, où près de 50 associations locales ou nationales rédigent une plateforme de mesures qui sont transmises aux candidats à l'élection présidentielle.

## Au gouvernement
Le 17 mai 2017, elle est nommée secrétaire d’État chargée des Personnes handicapées au sein du gouvernement Édouard Philippe. Issue du milieu associatif, elle ne dispose alors d'aucune formation ou expérience en politique ; cette origine associative rassure initialement les acteurs du domaine du handicap.
D'après le philosophe et sociologue Josef Schovanec, une caractéristique de la politique du handicap menée par Sophie Cluzel réside dans « la mise à l'écart des associations au profit de figures choisies », suivie de « la création d'instances officielles dépendant directement du ministère et destinées à se substituer aux associations », avec une centralisation parisienne, à commencer par le domaine de l'autisme. Il cite en exemple le Groupement national des centres ressources autisme (GNCRA) « organisme fermement tenu en main par le ministère […] qui dorénavant tient lieu d'association nationale officielle », et la ligne téléphonique Autisme Info Service, qui remplace les lignes de contact des grandes associations du domaine de l'autisme.
Elle n'est pas reconduite lors de la formation du gouvernement d'Élisabeth Borne le 20 mai 2022, étant remplacée par Damien Abad. Elle est l'une des neuf personnalités à avoir participé à l'ensemble des gouvernements sous la première présidence d'Emmanuel Macron.

### Plan Autisme
Le 6 juillet 2017, elle annonce le quatrième plan autisme (2018-2022), dont l'objectif annoncé est de « restaurer la confiance entre l’État, les administrations et les familles ». Son budget de 344 millions d'euros est en hausse, mais jugé insuffisant, 30 % seulement d'enfants autistes étant par ailleurs scolarisés à la maternelle et 40 % par la suite. Elle répond aux premières critiques des associations d'autisme le 9 avril 2018, en assurant que « les ambitions financières sont à la hauteur ».
Elle pose pour objectif de scolariser tous les enfants autistes nés en 2018 dès leur 3 ans. Pour cela, la stratégie du gouvernement prévoit de passer le nombre d'unités d'enseignement pour autistes à la maternelle de 112 à 292. Elle prévoit aussi de rattraper le retard pris dans le domaine de la recherche grâce à la mise en place d'une équipe de 10 chercheurs dédiée à la compréhension de certains troubles du quotidien rencontrés par les personnes porteuses d'autisme.
Le 14 mars 2019, elle reçoit ses homologues européens pour échanger sur les bonnes pratiques en autisme, soit d'autres méthodes que celles issues de la psychanalyse, comme recommandé par la Haute autorité de santé. Le 1er avril 2019, elle déclare sur RMC qu'il faut « arrêter de parler de psychiatrie » dans le domaine de l'autisme, ce qui contrarie les syndicats de psychiatres, en particulier Bernard Golse, qui lui répond dans un éditorial du Carnet Psy. Elle reçoit en revanche le soutien de Danièle Langloys.

### DuoDay et emploi
Le Duoday, dont la première édition est mise en place par Sophie Cluzel en 2018 dans l’objectif de « changer le regard sur le handicap » et de favoriser l’emploi des personnes handicapées, est une journée durant laquelle les entreprises peuvent accueillir bénévolement une personne handicapée pour lui faire découvrir un emploi. Il s'inspire du job shadow créé en 2008 en Irlande. En 2019, d'après le bilan officiel transmis par le gouvernement, le DuoDay a généré 12 900 duos, soit 25 800 personnes mobilisées, 6 800 employeurs et 2 400 structures accompagnantes. D'après le site officiel, « le DuoDay est une vraie réussite et l'édition de 2020 prévue en mai suscite dès janvier l'adhésion d’un très grand nombre d'entreprises »,.
Au contraire de ce qui est annoncé dans la communication officielle, un article de Libération et un autre de France Handicap Info soulignent que l'initiative DuoDay est un échec partiel, car perçue comme une opération de communication, cachant la réalité de la discrimination systémique des personnes handicapées à l'emploi, et les raisons de leur taux de chômage particulièrement élevé. L'aspect « charité » en est également critiqué, à travers une parodie.
Le 11 juillet 2019, Sophie Cluzel fait signer à une centaine d'entreprises françaises un manifeste « pour l’inclusion des personnes handicapées dans la vie économique ».
Elena Chamorro, enseignante à l’Université d'Aix-Marseille et membre du Collectif Luttes et handicaps pour l'égalité et l'émancipation (CLHEE), analyse l'annonce d'un renforcement de la filière d'apprentissage pour les personnes handicapées par Sophie Cluzel comme destinée à alimenter les ESAT, qui « maintiennent les personnes handicapées dans des formes d’emploi très précaires » et « permettent d’avoir une main d’œuvre peu chère, et avec peu moyens de se défendre ».

### Crèches et scolarité
Sophie Cluzel déclare que l'intégration des élèves handicapés à l'école de la République est une priorité du quinquennat. D'après le communiqué de presse officiel, le « grand service public de l’école inclusive » est créé pour qu’une famille puisse scolariser son enfant dès l'âge de trois ans, qu’elle bénéficie d’une meilleure écoute, et puisse rencontrer l’accompagnant de son enfant et l’équipe éducative dès la rentrée, sans être pénalisée par le changement d’accompagnant en milieu d’année (fin des contrats aidés) et qu’elle puisse bénéficier d’enseignants mieux formés et appuyés par des professionnels du handicap.
En juin 2019, Sophie Cluzel annonce avec le ministre de l'Éducation Jean-Michel Blanquer la mise en place des PIAL (pôles inclusifs d’accompagnement localisés), destinés à être généralisés en 2022.
Le 17 juillet 2019, Sophie Cluzel installe avec Jean-Michel Blanquer le « Comité national de suivi de l’école inclusive ». Elle promet la scolarisation de tous les enfants français en situation de handicap le 28 août, sur RMC. Durant la rentrée de 2019, le président de l'ADAPEI de la Drôme signale que 240 enfants handicapés de son département sont sans solution de scolarisation, ce que Cluzel qualifie de « fake news ». Le 9 septembre 2019, sur Marianne, une professeure des écoles déclare que l'école inclusive provoque des « ravages » chez les élèves en situation de handicap, car « Le manque de moyens attribués à la gestion des dossiers, ne permet aucune évaluation sérieuse des besoins réels de l’élève et des capacités de l’école à y répondre ». Le 4 novembre 2019, sur Europe 1, Cluzel assure que malgré des dysfonctionnements, l'exécutif « est en train d'opérer une transformation vers l'école inclusive ».
Le 1er janvier 2020, les conditions d'obtention du « bonus inclusion handicap » pour les établissements d'accueil du jeune enfant sont élargies au delà des titulaires de l'Allocation d'éducation de l'enfant handicapé (AEEH). Cette mesure s'accompagne d'une revalorisation de 30 % du complément « mode de garde » pour les parents d’enfants en situation de handicap ; ce « bonus inclusion » aurait bénéficié en 2019 à environ un quart des crèches selon les sources officielles gouvernementales.

### Loi ELAN et accessibilité
De nombreuses associations de personnes handicapées manifestent contre la Loi portant évolution du logement, de l'aménagement et du numérique (dite loi ELAN), qui fait passer l'obligation de construction de logements neufs accessibles aux personnes handicapées de 100 % à 10 %,. Le 5 juin 2018, Sophie Cluzel assure sur RMC que la loi ELAN ne sera pas défavorable aux personnes handicapées : « La loi permettra de construire plus, plus vite et moins cher, ce qui servira à tous, y compris aux personnes handicapées, car aujourd'hui les logements sont manquants et chers ».
Elle estime que l'obligation de rendre les logements 100 % accessibles n'avait pas ou peu amélioré les conditions d’hébergements des personnes en situation de handicap : « L'évolutif va permettre de bouger des cloisons (…) Ce n'est pas une régression sociale c'est un changement de paradigme. On va vers une accessibilité 100 % de tous types de handicaps et des besoins des personnes. La réponse sera mieux adaptée à tout le monde ». Le 23 novembre 2018, la loi ELAN est promulguée et, selon les documents officiels, vise à « construire plus de logements, simplifier les normes, protéger les plus fragiles ».
Le 2 février 2020, sur Europe 1, Sophie Cluzel dénonce les maires « qui ne font rien » pour l'accessibilité des personnes handicapées, entre autres Anne Hidalgo, maire de Paris.

### Allocation adulte handicapé
L'Allocation adulte handicapé (AAH) est augmentée de 50 euros en novembre 2018, et de 40 euros en novembre 2019, soit une augmentation totale de 90 euros. Cette revalorisation aurait pour but de confirmer que le handicap est « une priorité du quinquennat ».
Le 9 février 2019, sur LCI, Sophie Cluzel s'oppose à suppression de la prise en compte des revenus du conjoint dans le calcul du montant de l'AAH, une mesure proposée dans le cadre du Grand débat national. Elle déclare à cette occasion que « l’allocation c’est un minimum social. C’est une ressource pour pallier une limitation d’activité. Ce n’est pas une compensation du handicap ». Le groupe parlementaire minoritaire Libertés et territoires fait passer une proposition de désolidarisation des revenus du conjoint début 2020, mais la pandémie de COVID-19 retarde le passage de cette proposition au Sénat.
Interrogée sur cette proposition, Sophie Cluzel répond que « cette question nous est très peu remontée […] On va se pencher là-dessus car il ne faut pas qu'il y ait des ruptures de revenus ».
Une demande d'examen de la désolidarisation du versement de l'AAH des revenus du conjoint par le Sénat est portée en février 2021, à la suite d'une pétition ayant rassemblé plus de 100 000 signatures. Sophie Cluzel intervient dans le cadre de cet examen au Sénat, d'après Laurent Lejard (Yanous), pour y « asséner les mensonges les plus grossiers », notamment en termes de coût anticipé de la mesure, et en prétendant qu'il serait possible de cumuler l'AAH avec le RSA.
Libération souligne l'absence d'étude d'impact qui viendrait confirmer le chiffre de 57 000 ménages perdants avancé par Sophie Cluzel.
Interrogée au sujet de cette demande de déconjugalisation en juin 2021, Sophie Cluzel se défend d'être « handiphobe ». Elle soutient une proposition de loi qui maintient la conjugalisation de l'AAH, avec un abattement forfaitaire. Lors du vote du texte relatif à la déconjugalisation de l'AAH en seconde lecture à l'Assemblée nationale, Sophie Cluzel recours dans un premier temps au vote réservé, puis bloque le vote, suscitant l'indignation des députés de l'opposition, ainsi que des associations de personnes handicapées qui se mobilisent sur ce dossier depuis des mois. Elle affirme également que le système informatique ne permet pas de déconjugaliser l'AAH, déclaration que le site web Numerama analyse comme étant « plus politique que technologique ». Le média Yanous titre « Cluzel contre la nation », notant que la procédure du vote bloqué n'avait pas été utilisée contre le parlement depuis une dizaine d'années. L'éditorialiste ajoute que « Ce mépris autoritaire du Parlement caractérise les régimes faibles, sans arguments autres que faux et mensongers, même si ce terme ne plaît pas aux chargés de propagande de Madame Cluzel qui ont distillé à des journalistes choisis des « éléments de langage » ».
Le 7 octobre 2021, lors du second passage de la réforme de l'AAH à l'Assemblée nationale, Sophie Cluzel argumente en parlant de sa fille, dont « elle a sans vergogne révélé des détails intimes pour appuyer son argumentation ».

### Prime d'activité
Début juillet 2018, la prime d'activité est supprimée pour les invalides et accidentés du travail qui travaillent un peu, mais conservée pour les adultes handicapés qui touchent l'AAH. Cette mesure touche surtout des mères célibataires, aux revenus très modestes. Interpellée à l'assemblée par Ericka Bareigts, députée Nouvelle Gauche de La Réunion, Sophie Cluzel répond que l’ancien mode de calcul ne serait « pas cohérent avec l’esprit de la prime d'activité ».

### Droit de vote des personnes en situation de handicap
Le 9 juillet 2018, lors de son message aux parlementaires en en congrès à Versailles, le président Emmanuel Macron propose à l'assemblée de laisser le droit de vote aux personnes sous tutelle, notamment les personnes en situation de handicap intellectuel. Sophie Cluzel estime que cette proposition bénéficiera à 350 000 personnes, ajoutant que cette mesure était demandée depuis plus de 30 ans.

### Droits à vie pour les personnes handicapées à plus de 80%
En octobre 2018, Sophie Cluzel déclare qu'il est « insupportable » que les personnes en situation de handicap doivent prouver leur handicap tous 4 ans chez le médecin pour maintenir leurs droits ouverts, si le handicap est avéré et n'évoluera pas. Quatre droits peuvent être attribués à vie pour une personne dont le handicap n’est pas susceptible d’évoluer favorablement : l'allocation aux adultes handicapés (AAH), la carte mobilité inclusion (CMI), l’allocation d’éducation de l'enfant handicapé (AEEH) jusqu’à ses 20 ans, et la reconnaissance de la qualité de travailleur handicapé (RQTH). Il est prévu que le droit à vie à la prestation de compensation du handicap (PCH) soit ouvert fin 2020. D'après le communiqué officiel du gouvernement, cela concernerait plus de 26 000 personnes en situation de handicap pour l'AAH, plus de 350 000 pour la CMI, et plus de 6 000 pour l’AEEH.

### Assistance sexuelle
Le 9 février 2020, Sophie Cluzel se déclare favorable à l'autorisation de l'assistance sexuelle (relations sexuelles tarifées proposées par des professionnels) aux personnes handicapées, afin de « remettre les personnes handicapées en pleine citoyenneté, dans le respect et la dignité, y compris le droit à une vie intime, affective et sexuelle ». Elle ajoute qu'il s'agit d'un « sujet tabou dans notre société », et assure que cette proposition émane des personnes concernées : « Elles nous ont dit « Nous souhaitons pouvoir être accompagnées dans notre vie intime et sexuelle » ». Elle estime que « cela nous fera faire un bond en avant colossal dans la bien-traitance des personnes, dans le recueil de leurs désirs, de leurs attentes, dans la façon de les regarder différemment, non plus comme des objets de soins, mais bien comme des sujets de droits ».
Des critiques font valoir qu'il s'agit d'une manœuvre de diversion, dans un contexte où des associations du domaine du handicap ont quitté la concertation sur le revenu universel d'activité. Le 11 février 2020, le Haut Conseil à l'égalité entre les femmes et les hommes s'y oppose fermement, écrivant que « légaliser l'achat de services sexuels serait contraire à notre législation contre l'achat de prostitution », et qu'il s'agit d'« une forme de légalisation de la prostitution ».

### Pandémie de Covid-19 et tri des malades handicapés
Le Collectif handicaps, constitué de 48 associations, alerte le 3 avril 2020 de refus d'hospitalisations des personnes handicapées, contraintes à rester dans les établissements médico-sociaux,, ; une autre association saisit le Conseil d'État le 2 avril à ce sujet. Sophie Cluzel répond que le handicap ne devrait pas constituer une cause de refus d’accès aux soins intensifs ou à la réanimation. Cependant, d'autres sources, dont une publiée dans Le Monde le 25 avril, attestent de la persistance d'un refus d'accès des personnes handicapées contaminées par le COVID-19 aux hôpitaux français, en particulier dans l'Est.
Sophie Cluzel assure que si le confinement est vécu de manières diverses par les personnes handicapées, les personnes autistes le vivraient globalement très mal, car le « confinement aggrave les troubles ou altère la santé mentale », ce qui motive des autorisations de sorties supplémentaires spécifiques aux personnes autistes ainsi qu'à d'autres personnes avec handicap psychique, mental ou cognitif, entrées en vigueur le 2 avril 2020, avec une déclaration officielle d'Emmanuel Macron. À l'inverse de la version de Sophie Cluzel et d'Emmanuel Macron, l'enquête du CRAIF révèle que pour 70 % des 800 personnes autistes interrogées, le confinement n'a pas été difficile à vivre, comme l'attestent aussi plusieurs personnes autistes et un psychomotricien,. Josef Schovanec déclare, dans un article du Midi libre, qu'« il fallut des semaines d'acharnement des associations, de suppliques à fendre le cœur, pour que les autorités acceptent de prononcer le mot « handicap » - avant, bien sûr, qu'Emmanuel Macron et Sophie Cluzel n'aient l'indécence de tourner des vidéos de propagande les mettant en scène, tout sourire, sur ces sujets début avril ».
Le 21 avril 2020, Sophie Cluzel déclare que « la crise accélère la transformation de l'offre proposée aux personnes handicapées ». Ce même jour, elle assure que « depuis le début de la crise, nous avons une réunion par semaine avec l’ensemble des organismes gestionnaires d’établissements et services médico-sociaux […] cette collaboration est l’une des raisons de la bonne application sur les territoires des mesures prises en matière de protection sanitaire. Nous déplorons aujourd’hui moins de 250 décès dans ces établissements et services ». Elle explique avoir mis en place une prorogation automatique de l'AAH,.

## Candidature aux élections régionales de 2021
Sophie Cluzel annonce, le 19 février 2021, être cheffe de file La République en marche pour les élections régionales en Provence-Alpes-Côte d'Azur, elle officialise sa candidature le 11 mars 2021, sous l'étiquette LREM. Néanmoins, le premier ministre Jean Castex annonce le 2 mai 2021 dans le Journal du dimanche le retrait de la liste LREM des élections. Sophie Cluzel se rattache donc à la liste du parti Les Républicains, présidée par Renaud Muselier. L'intégration à cette liste de Sophie Cluzel et d'autres personnalités figurant auparavant sur la liste LREM crée des tensions au sein du parti des Républicains comme de LREM, avec notamment une condamnation du mouvement En commun fondé par la ministre Barbara Pompili,. Christian Jacob, président des Républicains, annonce le jour-même dans la matinée retirer l'investiture des Républicains à la liste de Renaud Muselier. Cependant, le 7 mai 2021, Sophie Cluzel déclare sur France Info que la majorité présidentielle sera représentée au premier tour. Cette nouvelle prise de position fait suite à l’engagement pris par Renaud Muselier, lors de la réunion de la commission nationale d’investiture du parti Les Républicains le 4 mai 2021, de ne prendre aucun parlementaire ni ministre de La République en marche sur sa liste. Finalement, le 13 mai, elle annonce de nouveau que La République en Marche ne présenterait pas de liste et qu'elle apportait son soutien celle de Renaud Muselier.
Elle renonce à une candidature aux élections législatives de 2022 en Haute-Savoie, n'étant pas sûre de pouvoir s'impliquer dans la campagne.

## Accueil de ses déclarations et mesures
La proposition de Sophie Cluzel en faveur d'une société inclusive reçoit en général un bon accueil du milieu associatif, avec des inquiétudes découlant des choix effectués pour y parvenir,. Ainsi, le président de l'Unapei a dénoncé une « inclusion au rabais » et une « politique du handicap trop souvent déconnectée des réalités » ; celui de l'APF France handicap déclarant que « la transition inclusive doit rester l’objectif, mais il ne faut pas la dévoyer pour faire des économies sur les aides à l’autonomie, qui se traduiraient par une moindre qualité de vie »,.
Analysant sa première année au gouvernement, le secrétaire général de la FNATH Arnaud de Broca estime que Sophie Cluzel « a pu apporter, sans qu'il n'y ait besoin de “ période de formation ” contrairement à des périodes passées, un discours souvent intéressant et une capacité à dialoguer avec ses collègues ministres » ; il souligne aussi un manque de concertations, et l'absence d'avancées réelle pour les personnes handicapées en France.
Trois jours avant la conférence nationale du handicap de 2020, le Collectif handicaps (regroupant 47 associations) dénonce les inégalités de traitement des personnes handicapées, notamment pour l'accès à la scolarisation et à l'emploi ; Sophie Cluzel répond que sa méthode « porte ses fruits » et que « la dynamique est enclenchée ».
À l'occasion de cette conférence nationale du handicap, le 11 février 2020, plusieurs associations estiment que « peu de choses ont changé concernant l'inclusion des handicapés dans la société française », et que durant le mandat de Sophie Cluzel, la loi handicap de 2005 n'a toujours pas été appliquée. Elles soulignent aussi l'émergence de la notion de validisme dans la presse française, notion que Sophie Cluzel dit ne pas connaître.

## Analyse de sa communication
D'après le mémoire de Lauranne Arneton-Racon, et selon plusieurs personnalités du milieu associatif,, Sophie Cluzel appuie principalement son action de secrétaire d'État sur la communication.
Elle fait ainsi usage de formules consensuelles telles que « changer de/le regard (de la société / des Français) sur le handicap », et leur impulse une vaste diffusion médiatique. Elle fait régulièrement usage de la formule « société inclusive », et évite le mot « inclusion », vraisemblablement sous l'influence de Charles Gardou. À titre d'exemple, Lauranne Arneton-Racon souligne que le slogan du DuoDay en 2019 a été modifié à la demande de Sophie Cluzel, passant de « L'inclusion par l'emploi » à « Un tremplin vers l'emploi ».
Sophie Cluzel répond régulièrement aux invitations des médias, tout en leur dévoilant certains aspects de sa vie privée, notamment en parlant de sa fille porteuse d'une trisomie 21. Cette communication lui donne une image « proche du peuple et de ses préoccupations quotidiennes », tout en montrant de l'empathie vers les citoyens ordinaires. Elle participe ainsi à une forme de dépolitisation et de peopolisation de la thématique du handicap, par exemple en répondant à plusieurs reprises à l'invitation de Cyril Hanouna pour l'émission grand public Touche pas à mon poste !.
Le secrétariat d'État de Sophie Cluzel fait appel à une image stéréotypée du handicap, utilisant le fauteuil roulant et la représentation de la cécité avec la canne blanche, aux stéréotypes du « handicapé-héros » (qui surmonte son handicap pour s'accomplir), et du « handicapé-victime », objet de pitié, ou encore aux notions de dépassement de soi et de dépassement du handicap, et présente donc une vision essentialisante des personnes handicapées.
Le bimensuel du handicap Yanous signale que le compte Twitter officiel de Sophie Cluzel a procédé au blocage de deux comptes d'associations du domaine du handicap, qui ne pouvaient plus commenter les tweets officiels du secrétariat d'État : le Collectif citoyen handicap et le Collectif pour la liberté d'expression des personnes autistes ; la conseillère en communication de Sophie Cluzel a signalé qu'il s'agissait d'une erreur.

## Controverses
Plusieurs polémiques ont opposé Sophie Cluzel à des personnes handicapées, notamment Marcel Nuss (qui l'accuse de se servir de son image et de le présenter comme « excessivement handicapé »), Elisa Rojas et Elena Chamorro, toutes deux membres du Collectif Luttes et handicaps pour l'égalité et l'émancipation.
Le 30 juin 2019, d'après Le Journal du dimanche, elle sermonne Anne Hidalgo pour le retrait du groupe Total des partenaires des Jeux olympiques d'été de 2024 prévus à Paris, en raison des exigences environnementales de cette dernière.

## Ouvrage
- La Force des différents[116] Changer de regard sur le handicap, JC Lattès, 2022.

L'ouvrage s'est vendu à 343 exemplaires en 2022 selon les données Edistat, ce que Léa Guedj et Jeanne Le Bihan qualifient de « revers ».

## Distinctions
- Officière de la Légion d'honneur (14 juillet 2016), promue par François Hollande à l'Élysée[9].
- Commandeure de l'ordre national du Mérite (2 juin 2023)